# Ernest V. Polutnik
Ernest V. Polutnik, Ernest Valentine Polutnik (ur. 14 lutego 1893 w Cokedale Montana, zm. 22 kwietnia 1987 w Great Falls, Montana) – amerykański urzędnik konsularny.

## Życiorys
Ukończył szkołę średnią w Belt, MT (Belt High School) i szkołę biznesu. Zatrudniony w kancelarii prawnej (1912-1914), i administracji lokalnej (1914-1917). Pełnił służbę w Armii Amerykańskiej (1917-1919). Ponownie zatrudniony w administracji lokalnej (1919—1924). W 1925 wstąpił do amerykańskiej służby zagranicznej, w której pełnił m.in. funkcje - wicekonsula w Glasgow (1927-1930), Budapeszcie (1931-1938), Glasgow (1942-), Budapeszcie (1945-1946), konsula w Port-au-Prince (1948-), wicekonsula w Gdańsku (1950), konsula w Warszawie (1952), Oslo (1956-1959). Następnie przeszedł na emeryturę.
Pochowany na Cmentarzu Góry Oliwnej (Mount Olivet Cemetery) w Great Falls w stanie Montana.